# Hercules in New York
Hercules in New York ou Hercules Goes Bananas (no Brasil, Hércules em Nova York) é um filme de comédia e ação dirigido por Arthur Allan Seidelman, lançado nos Estados Unidos em 1970.
Foi nesse filme que Arnold Schwarzenegger fez sua estreia no cinema, com o nome de Arnold Strong.

## Sinopse
Desanimado com o Olimpo, Hércules resolve ir para à terra e acaba envolvendo-se com empresários de luta-livre, enquanto tenta aplacar a fúria de Zeus, que quer castigá-lo exemplarmente por ter desobedecido suas ordens.

## Elenco
- Arnold Stang...Pretzie
- Arnold Schwarzenegger...Hércules (como Arnold Strong 'Mr. Universe')
- Deborah Loomis...Helen Camden
- James Karen...Professor Camden
- Ernest Graves...Zeus
- Tanny McDonald...Juno
- Taina Elg...Nêmesis
- Michael Lipton...Plutão
- Harold Burstein...Rod Nelson
- George Bartenieff...Nitro
- Rudy Bond...Capitão do Navio
- Dan Hamilton...Mercúrio
- Mark Tendler...Sansão
- Dennis Tinerino...Atlas
- Richard Herd...Apresentador de Televisão
- Tony Carroll...Monstro
- Aubrey Wisberg...Agatha (participação especial não creditada)